# Концевич, Максим Львович
Макси́м Льво́вич Конце́вич (род. 25 августа 1964 года, Химки) — российско-французский математик, лауреат Филдсовской премии за доказательство гипотезы Виттена об эквивалентности двух моделей квантовой гравитации и нахождение лучшего (на тот момент) инварианта узлов с помощью придуманного им (1993) и позднее названного в его честь интеграла.
Постоянный профессор Института высших научных исследований (Франция), почётный приглашённый профессор (англ. distinguished visitor) Ратгерского университета (США).

## Биография
Сын советского востоковеда Льва Концевича. Учился в математическом классе Владимира Сапожникова московской школы № 91. Ежегодно побеждая во Всесоюзных математических олимпиадах, заслужил право поехать на Международную олимпиаду в 1980 году — в единственный год, когда Международная олимпиада не проводилась.
Перешёл через один класс средней школы, после поступления на мехмат МГУ оказался самым молодым студентом на своём курсе. Научную работу вёл со студенческих лет, в частности, пока сокурсники (3-й курс) изучали применение 4-мерного пространства Минковского для нужд специальной теории относительности, писал статью о 26-мерном пространстве в теории суперструн.
Окончил университет в 1985 году и, проработав несколько лет в Институте проблем передачи информации АН СССР, получил PhD степень в 1992 году в Боннском университете (Германия) под руководством Дона Цагира. После этого был приглашён работать сразу в несколько престижных университетов (Принстон, Беркли и Гарвард).
На конференцию «Важнейшие математические проблемы XXI века», посвящённую 100-летию проблем Гильберта, куда были приглашены 30 ведущих математиков мира, Концевич был приглашён первым.

## Вклад в математику и физику
Исследования затрагивают фундаментальные вопросы современной физики. По утверждению одного из ведущих специалистов в теории суперструн Брайана Грина, работы Концевича вывели эту теорию из тупика. Дал математически строгую формулировку интегралов Фейнмана для топологической теории струн через введённое им понятие пространства модулей стабильных отображений.
Также работал над приложением теории узлов к объединению теории суперструн с общей теорией относительности, в частности ему удалось представить все инварианты Васильева в виде «хорошего» мультипликативного интеграла и сконструировать так называемый универсальный инвариант Васильева.
Среди направлений трудов — деформационное квантование пуассоновых многообразий, формулы стен пересечений[уточнить], мотивные инварианты Дональдсона — Томаса, гомологическая зеркальная симметрия. В 2015 году открыл явление повторной стабильности.
Вместе с Доном Цагиром в 2001 году ввёл новый класс чисел — периоды, которые могут быть выражены, как интеграл от алгебраической функции над алгебраической областью, описав кольца периодов. Также известен работами в области динамических систем и теории категорий.
В 2011 году российская версия журнала «Форбс» включила Концевича в список «50 русских, завоевавших мир». В 2015 году — участник крупной конференции Algebraic Geometry 2015; один из его докладов касался новых определений зеркальной симметрии.
Один из авторов сигма-модели Александрова — Концевича — Шварца — Заборонского (AKSZ).

## Награды
- Премия Европейского математического общества (1992)
- Премия Пуанкаре (1997)
- Медаль Отто Гана (1998)
- Филдсовская премия (1998)[6]
- Мемориальная лекция Соломона Лефшеца (2005)
- Премия Крафорда (2008)[6].
- Премия Шао (2012) за ряд пионерских исследований в алгебре, геометрии и математической физике[7].
- Премия по фундаментальной физике (2012)[6].
- Премия за прорыв в математике (2014)[6].
- Кавалер ордена Почётного легиона (Франция).